# Décès en 1037
Décès
- 1033
- 1034
- 1035
- 1036
- 1037
- 1038
- 1039
- 1040
- 1041

Cette page dresse une liste de personnalités mortes au cours de l'année 1037 :
- Juin : Avicenne (Ibn Sina), médecin, astronome, philosophe et mystique iranien, né près de Boukhara vers 980[1].
- Septembre : Guillaume Taillefer, comte de Toulouse.
- 4 septembre : Bermude III de León, roi de León et des Asturies.
- 15 novembre : Eudes II de Blois, comte de Blois, de Châteaudun, de Chartres, de Reims, de Tours, de Beauvais, de Provins, de Sancerre et comte de Troyes et de Meaux.
- 15 décembre : Manassès de Dammartin, premier comte de Dammartin.

- Abu'l-Hasan Mihyar al-Daylami (en), poète des Daylamites.
- Al-Juzjani, médecin persan.
- Ibn Tahir al-Baghdadi, ou Abū Mansūr 'Abd al-Qāhir ibn Tāhir ibn Muhammad ibn 'Abdallāh al-Tamīmī al-Shāfi'ī al-Baghdādī, mathématicien irakien.
- Boleslav III de Bohême, dit Boleslav III l'Aveugle ou le Roux, duc de Bohême.
- Ding Wei (en), Premier ministre de Chine.
- Garin (évêque de Rennes)
- Guillaume III de Toulouse, comte de Toulouse, d’Albi et du Quercy.
- Guillaume III de Provence, comte de Provence.
- Jean de Debar (en), religieux bulgare.
- Judicaël de Vannes, évêque de Vannes.
- Muirgeas ua Cú Ceanainn (en), roi d'Uí Díarmata (en).
- Réginard, prince-évêque de Liège.
- Robert le Danois, archevêque de Rouen et comte d'Évreux.
- Siegfried II, comte de Stade.

date incertaine (1037 ou 1038)
- Farrukhi Sistani, poète de cour.

## Crédit d'auteurs
- Cet article est partiellement ou en totalité issu de l'article intitulé « 1037 » (voir la liste des auteurs).